# Alex Sanders
Alex Sanders (6 de Junho de 1926 - 30 de Abril de 1988), nascido como Orrell Alexander Carter, foi o fundador da Tradição Alexandrina da Wicca. Os seus seguidores proclamam-no como o Rei das Bruxas.

## Vida
Nascido em Moon St, Birkenhead, Liverpool, e o mais velho de seis crianças, dizia que a sua avó, Mary Bibby, o tinha iniciado na Bruxaria. Enquanto novo, ele encontrou-a nua no centro de um círculo. Ela disse-lhe para tirar as suas roupas e entrar no círculo com ela. Enquanto o fazia ela disse-lhe ser uma bruxa hereditária, e disse-lhe para colocar a sua cabeça entre as pernas. Ao fazê-lo, ela fez-lhe um pequeno corte no escroto, dizendo-lhe "Agora és um de nós".
Sanders contou que a sua avó lhe tinha deixado uma cópia do seu Livro das Sombras quando ele tinha nove anos, e que o tinha ensinado os rituais e a magia das Bruxas. Ele descobriu os seus próprios dons de clarividência e de cura através do toque.
Tornou-se um químico analítico num laboratório em Manchester. Casou com uma colega de trabalho, na altura com dezenove anos enquanto ele tinha 21. Tiveram dois filhos, Paul e Janice, mas o casamento deteriorou-se e separaram-se quando ele tinha 26 anos.

## O Caminho da Mão Esquerda
Depois disso apareceu o período que Sanders descrevia como estando a viver a vida do "caminho da mão esquerda" depois de ter vagueado entre trabalhos e tido casos sexuais tanto com homens como com mulheres. Usou magia e estudou os trabalhos de Abramelin, o Mago. Aparentemente tinha facilidade em atrair pessoas que o podiam suportar financeiramente.
Teve o seu primeiro contacto com Wicca no início dos anos 60, por correspondência e encontros com Patricia Crowther. Em Setembro de 1962 conseguiu convencer o Manchester Evening News a ter um artigo em primeira página sobre Wicca. Esta publicidade teve vários efeitos colaterais indesejados para Sanders, incluindo a perda do seu trabalho. Pouco tempo depois juntou-se a um coven de Garderian Wicca liderado por Pat Kopanski, dissolvido um ano depois. Isso fez com que Sanders fundasse o seu primeiro coven e atraísse a atenção dos media para conseguir ter mais seguidores. Em 1965 disse ter 1623 iniciados em 100 covens, que aparentemente o elegeram como Rei das Bruxas.

## Vida Pagã
Durante os anos 60 Sanders conheceu Maxine Sanders, e iniciou-a na Bruxaria. Em 1967 casaram e começaram a leccionar bruxaria.
Em 1969 teve um artigo publicado num jornal sensacional o que o levou à biografia romanciada King of the Witches por June Johns e 1969, e ao filme Legend of the Witches.
Na estreia do filme Legend of the Witches conheceu Stewart Farrar, um escritor que mais tarde foi iniciado por Maxine Sanders num coven onde conheceu Janet Owens.

## Últimos anos
Alex e Maxine se separaram em 1971, com Alex se mudando para Sussex e Maxine permanecendo no apartamento de Londres, onde ela continuou administrando o coven e ensinando a Bruxaria de Alexandria. Um filho, Victor Mikhael, nasceu em 1972. O forte relacionamento de Alex e Maxine continuou, "embora variasse em intensidade, desde um feroz senso de lealdade, maldições explosivas, até declarações de amor até sua morte em 1988".
Em 1979, Sanders anunciou à comunidade de bruxaria que desejava "reparar algumas das mágoas do passado que dei e muitas estupidezes públicas que criei para outros da Arte", e expressou seu desejo de que a Wica um dia deixasse de lado suas diferenças e "se unisse em amor fraterno diante da face da Senhora e do Senhor", permitindo que eles se tornem grandes novamente e respeitados no mundo exterior.
A partir de 1979, Sanders começou a trabalhar em parceria mágica com Derek Taylor, um médium psíquico e transe. Juntos, eles desenvolveram o trabalho mágico da Ordem de Sanders, a Ordine Della Luna em Constantinopla, que ele foi fretado para operar como Grande Prior para a Inglaterra e País de Gales por um contato em Londres em 1967 que alegou ser um descendente da dinastia bizantina dos Paleólogos, mas que na verdade era um excêntrico inglês de Newport, na Ilha de Man, chamado Peter Francis Mills. A dupla estaria trabalhando com inteligências celestiais, espíritos desencarnados e o próprio demiurgo. Eles gravaram vários diários de notas canalizadas, incluindo aviso de uma Terceira Guerra Mundial apocalíptica.
Outro grupo que Sanders operou em Londres durante a década de 1960 foi a Ordem do Deucalião, um foco para pesquisas mágicas atlantes e contatos internos, já que Sanders ensinou que Merlin foi um importante líder da última onda migratória atlante para a Europa Ocidental. A Ordem de Deucalion existia como uma célula interna da Ordine Della Luna.
Sanders morreu na véspera de maio de 1988 após sofrer de câncer de pulmão.
 

Em Lammas 1998, dez anos após sua morte, um coven Wiccano da Nova Inglaterra afirmou ter contatado Sanders em espírito. O grupo alegou que as comunicações continuaram até 2003.